# Ебріма Коллі
Ебріма Коллі (англ. Ebrima Colley, нар. 1 лютого 2000, Серекунда) — гамбійський футболіст, нападник швейцарського клубу «Янг Бойз» і національної збірної Гамбії.

## Клубна кар'єра
Народився 1 лютого 2000 року в місті Серекунда. 2018 року перебрався до Італії, приєднавшись до академії «Аталанти». Вже з наступного року почав залучатися до складу основної команди бергамського клубу. В сезоні 2019/20 взяв участь у п'яти іграх Серії A.
23 вересня 2020 року був відданий в оренду до «Верони». Протягом сезону 2020/21 досить регулярно виходив на поле у її складі, взявши участь у 23 іграх Серії A і відкривши лік забитим голам на дорослому рівні.
7 серпня 2021 року приєднався, також на умовах оренди, до  «Спеції». У цій команді отримував менше ігрового часу, взявши протягом сезону участь лише 13 офіційних матчах.
У серпні 2022 знову був відданий в оренду, цього разу до турецького «Фатіх Карагюмрюк», де провів один сезон. А 31 серпня 2023 року на аналогічних умовах перебрався до швейцарського «Янг Бойз».

## Виступи за збірну
2019 року дебютував в офіційних матчах у складі національної збірної Гамбії. У її складі був учасником Кубка африканських націй 2021 року, на якому гамбійці припинили боротьбу лише на стадії чвертьфіналів.
| Дата       | Місто        | Господарі         | Результат               | Гості               | Турнір                                        | Голи | Примітки |
| ---------- | ------------ | ----------------- | ----------------------- | ------------------- | --------------------------------------------- | ---- | -------- |
| 22-3-2019  | Бліда        | Алжир             | 1 – 1                   | Гамбія              | Відбір до Кубка африканських націй 2019       | -    | 81'      |
| 7-6-2019   | Марракеш     | Гвінея            | 0 – 1                   | Гамбія              | товариський матч                              | -    |          |
| 6-9-2019   | Бакау        | Гамбія            | 0 – 1                   | Ангола              | Відбір до ЧС 2022                             | -    | 46'      |
| 10-9-2019  | Луанда       | Ангола            | 2 – 1                   | Гамбія              | Відбір до ЧС 2022                             | -    |          |
| 9-10-2019  | Джибуті      | Джибуті           | 1 – 1                   | Гамбія              | Відбір до Кубка африканських націй 2021       | -    |          |
| 13-10-2019 | Бакау        | Гамбія            | 1 – 1 д.ч. (3 – 2 п.п.) | Джибуті             | Відбір до Кубка африканських націй 2021       | -    |          |
| 17-11-2019 | Бакау        | Гамбія            | 2 – 2                   | ДР Конго            | Відбір до Кубка африканських націй 2021       | -    | 80'      |
| 9-10-2020  | Паршал       | Гамбія            | 1 – 0                   | Республіка Конго    | товариський матч                              | -    | 90+2'    |
| 12-11-2020 | Франсвіль    | Габон             | 2 – 1                   | Гамбія              | Відбір до Кубка африканських націй 2021       | -    | 58'      |
| 5-6-2021   | Манавгат     | Гамбія            | 2 – 0                   | Нігер               | товариський матч                              | -    | 71'      |
| 12-1-2022  | Лімбе        | Мавританія        | 0 – 1                   | Гамбія              | Кубок африканських націй 2021 - груповий етап | -    | 74'      |
| 16-1-2022  | Лімбе        | Гамбія            | 1 – 1                   | Малі                | Кубок африканських націй 2021 - груповий етап | -    | 73'      |
| 24-1-2022  | Бафусам      | Гвінея            | 0 – 1                   | Гамбія              | Кубок африканських націй 2021 - 1/8 фіналу    | -    | 63'      |
| 29-1-2022  | Дуала        | Гамбія            | 0 – 2                   | Камерун             | Кубок африканських націй 2021 - чвертьфінал   | -    | 56'      |
| 23-3-2022  | Яунде        | Чад               | 0 – 1                   | Гамбія              | Відбір до Кубка африканських націй 2023       | -    | 90'      |
| 29-3-2022  | Агадір       | Гамбія            | 2 – 2                   | Чад                 | Відбір до Кубка африканських націй 2023       | -    | 36' 68'  |
| 24-3-2023  | Бамако       | Малі              | 2 – 0                   | Гамбія              | Відбір до Кубка африканських націй 2023       | -    | 46'      |
| 28-3-2023  | Касабланка   | Гамбія            | 1 – 0                   | Малі                | Відбір до Кубка африканських націй 2023       | -    | 62'      |
| 14-6-2023  | Ісмаїлія     | Південний Судан   | 2 – 3                   | Гамбія              | Відбір до Кубка африканських націй 2023       | -    | 72'      |
| 10-9-2023  | Марракеш     | Гамбія            | 2 – 2                   | Республіка Конго    | Відбір до Кубка африканських націй 2023       | -    | 46' 62'  |
| 16-11-2023 | Дар-ес-Салам | Бурунді           | 3 – 2                   | Гамбія              | Відбір до ЧС 2026                             | 1    | 37'      |
| 20-11-2023 | Дар-ес-Салам | Гамбія            | 0 – 2                   | Кот-д'Івуар         | Відбір до ЧС 2026                             | -    | 74'      |
| 19-1-2024  | Ямусукро     | Гвінея            | 1 – 0                   | Гамбія              | Кубок африканських націй 2023 - груповий етап | -    | 72'      |
| 23-1-2024  | Буаке        | Гамбія            | 2 – 3                   | Камерун             | Кубок африканських націй 2023 - груповий етап | 1    | 84'      |
| 8-6-2024   | Беркан       | Гамбія            | 5 – 1                   | Сейшельські Острови | Відбір до ЧС 2026                             | -    | 87'      |
| 11-6-2024  | Франсвіль    | Габон             | 3 – 2                   | Гамбія              | Відбір до ЧС 2026                             | -    | 59' 62'  |
| 4-9-2024   | Ель-Джадіда  | Коморські Острови | 1 – 1                   | Гамбія              | Відбір до Кубка африканських націй 2025       | -    | 46'      |
| 8-9-2024   | Ель-Джадіда  | Гамбія            | 1 – 2                   | Туніс               | Відбір до Кубка африканських націй 2025       | -    | 90'      |
| Усього     |              | Матчів            | 28                      |                     | Голів                                         | 2    |          |